# Dobro
Pour les articles homonymes, voir Dobro (homonymie).

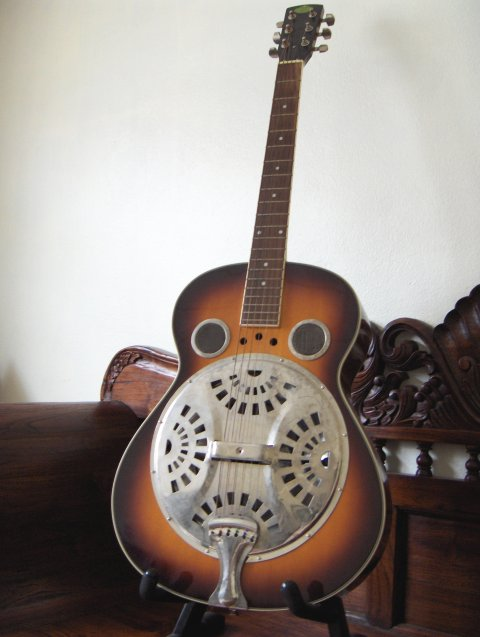
Guitare à résonateur de marque Dobro.

Dobro est un nom de marque, propriété de Gibson Guitar Corporation, utilisé pour une certaine conception de guitare à résonateur.
Le nom lui-même est intimement lié à l'histoire des instruments à résonateur : à l'origine créé par les frères Dopyera, nom fréquemment orthographié "Dopera" dans les sources américaines, le mot dobro vient de la contraction de Dopyera et de brothers. Dobro peut se traduire par Bon  ou Bien (nom) dans certaines langues slaves (John Dopyera est né en Slovaquie). Quand ils formèrent leur entreprise de guitares, il est devenu un temps dans le langage courant un terme commun qui désignait (de manière erronée) toutes les guitares à résonateur, ou plus précisément celles qui utilisaient un certain système de résonateur. La marque Dobro est aussi apparue en toute légalité sur d'autres instruments, tels que des guitares électriques.
Quand Gibson devint propriétaire du nom en 1993, la société a annoncé qu'elle ferait valoir ses droits à l'usage exclusif du nom.

## Organologie
Les instruments Dobro utilisent un système de résonateur dit araignée ou spider, par opposition aux deux autres systèmes, biscuit et tricone (voir instrument à résonateur). Certains peuvent résulter de la transformation d'une guitare classique.
Lorsque est pratiquée la technique de guitare slide, le musicien utilise le dobro horizontalement.

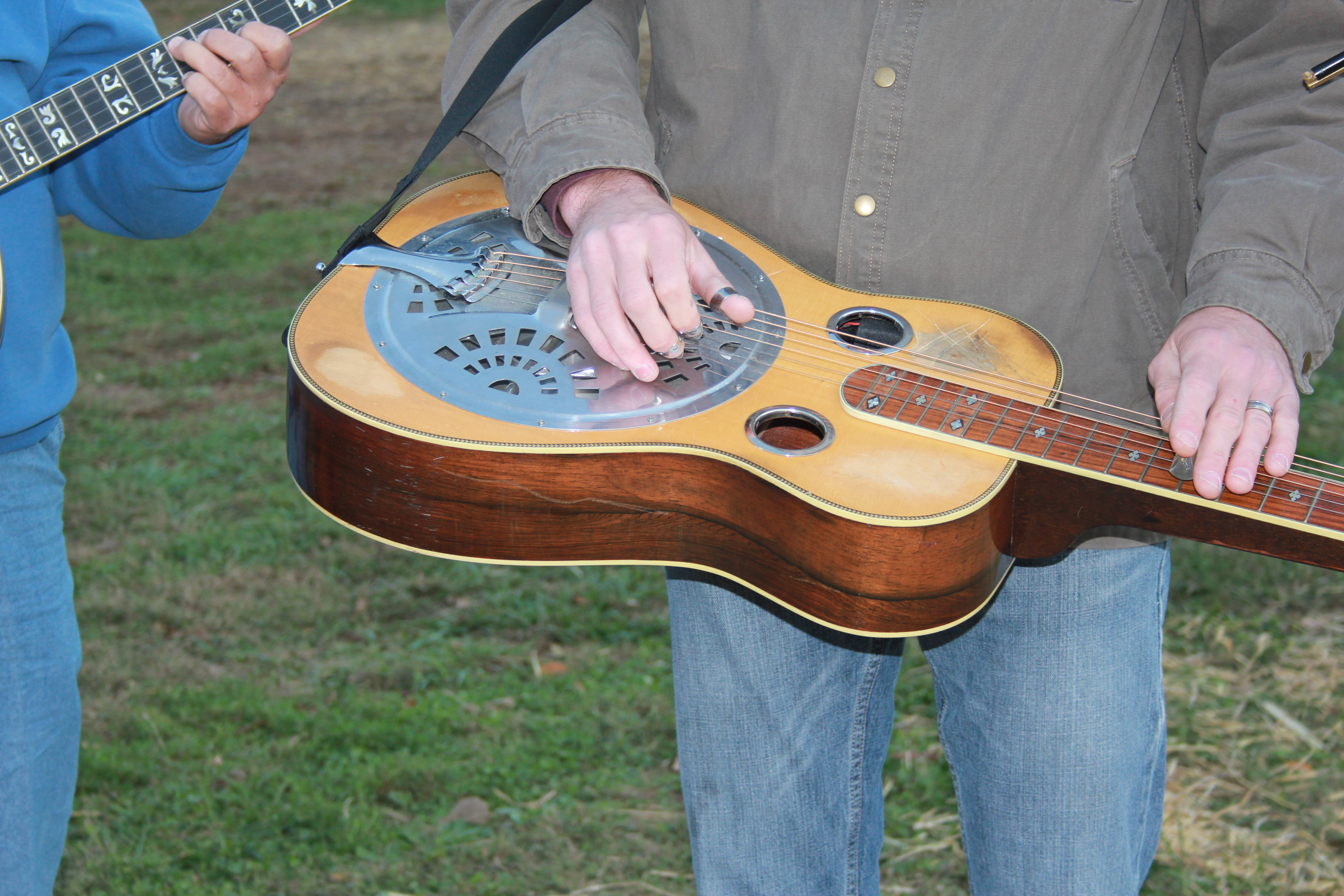
Dobro joué en slide. Bluegrass band, Kentucky. Photo Navin75

## Origine
Tout a commencé dans les années 1920 aux États-Unis. M. Dopyera fabriquait, réparait et vendait des violons aidé de ses fils, Ed, Rudy, John, Bob et Louis. Puis, les trois premiers de ces cinq frères se mirent à construire et à vendre des banjos sous la marque National. C'est en 1926 qu'ils eurent l'idée de mettre au point une guitare amplifiée sans électricité. De ce projet naquit la première guitare à résonateur métallique formé de trois cônes, le chevalet étant directement fixé dessus. La caisse ainsi que le manche étaient en métal. Cette guitare fut très bien accueillie par les musiciens américains et notamment en tout premier lieu les musiciens hawaiiens qui les premiers utilisèrent ces instruments, puis ceux du Blues et plus tard de la Country Music.
La National Company prend de l'importance mais à la suite d'un conflit entre les Dopyera et leurs associés, les cinq frères quittent l'entreprise et fondent la Dobro Company. La guitare Dobro qu'ils vendent en 1929 est un nouvel instrument muni d'un nouveau système de résonateur. Par la suite, Dobro a racheté National. La fabrication de Dobro et National s'est interrompue durant la guerre à cause des restrictions sur le métal et c'est en 1960–1961 que Ed Dopyera décide de refabriquer des guitares Dobro en tous points semblables à celles de 1929. De ce fait il les baptisa Original.